# 信义镇 (吕梁市)
信义镇，是中华人民共和国山西省吕梁市离石区下辖的一个乡镇级行政单位。

## 行政区划
信义镇下辖以下地区：
信义村、永红村、严村、王村、德岗村、回龙塔村、后石村、阳石村、背石村、砖窑沟村、康家岭村、新山湾村、东红村、丰义村、磨湾村、贾悟村、高家庄村、岔上村、任家沟村、马家沟村、小神头村、归化村、马寨村、崖窑湾村、吴家庄村、千年里村和西华镇村。